# James Whitcomb Riley

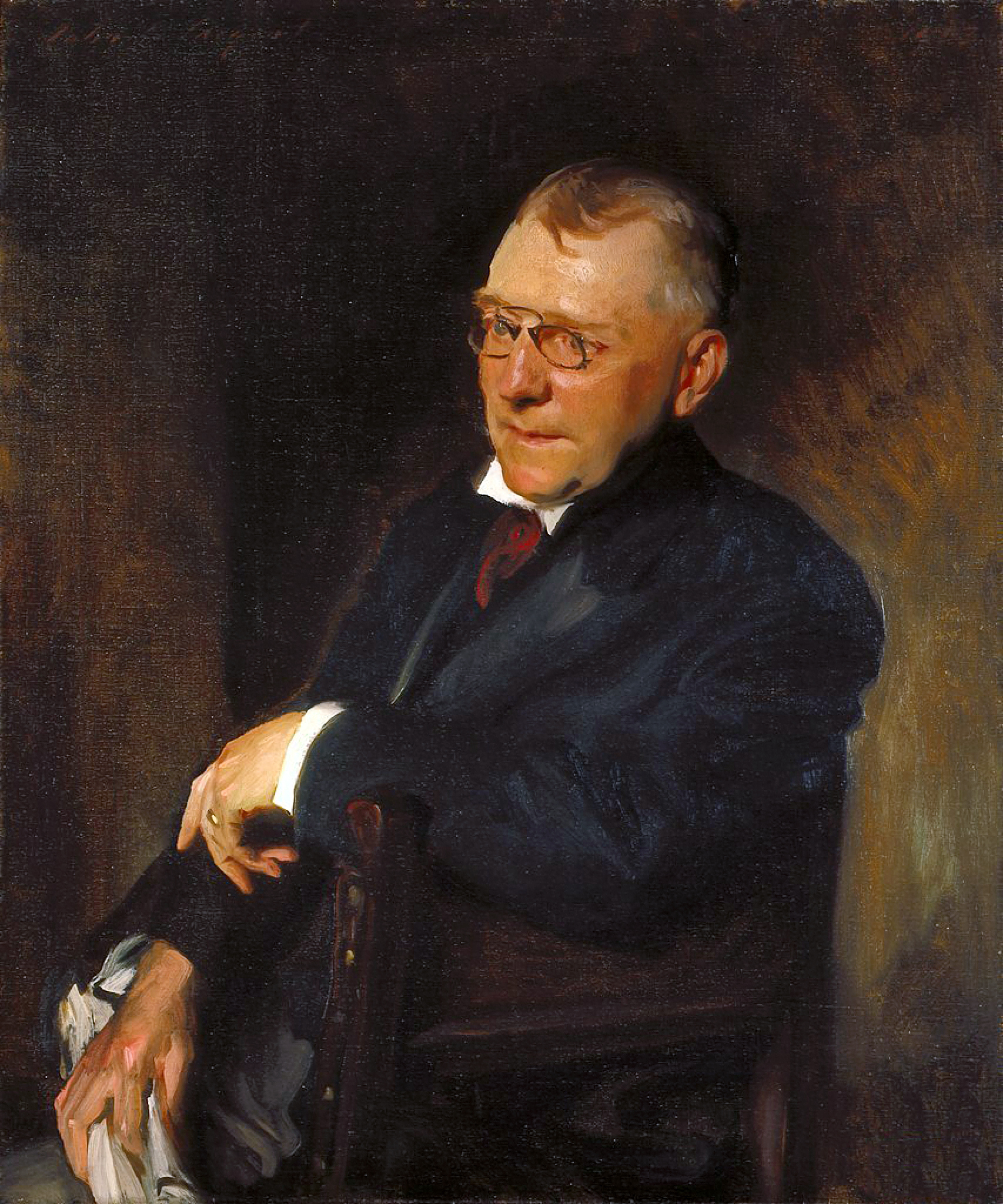
portret poety autorstwa Johna Singera Sargent'a z 1913

James Whitcomb Riley (ur. 7 października 1849 w Greenfield w Indianie, zm. 22 lipca 1916 w Indianapolis) – poeta amerykański związany ze stanem Indiana.

## Życiorys
Jego rodzicami byli Reuben A. Riley, prawnik i weteran Wojny secesyjnej i Elizabeth Marine Riley. Posługiwał się pseudonimem Benjamin F. Johnson of Boone. Przez pewien czas był wydawcą Anderson Democrat.

## Twórczość
James Whitcomb Riley pisał w miejscowym dialekcie stanu Indiana. Wydał między innymi tomiki Pipes o’ Pan at Zekesbury (1888), Old-Fashioned Roses (1888), The Flying Islands of the Night (1891), A Child-World (1896) i Home Folks (1900). W 1916 ukazały się dzieła zebrane (Complete Works).
Najpopularniejszym wiersze Rileya jest utwór Little Orphant Annie. Znanym dziełem jest też pastisz wiersza Roberta Browninga Jak to oni ważną wieść przynieśli z Gandawy do Akwizgranu zatytułowany Another Ride from Ghent to Aix:
And all I remember is friends flocking round
As I unsheathed my head from a hole in the ground;
And no voice but was praising that hand-car divine,
As I rubbed down its spokes with that lecture of mine,
Which (the citizens voted by common consent)
Was no more than its due. 'Twas the lecture they meant.